# Lycée mixte d'Espoo
Le lycée mixte d'Espoo (finnois : Espoon yhteislyseo, sigle EYL) est un lycée situé dans le section Nihtisilta du quartier de Kilo à Espoo en Finlande. 

## Présentation
Le lycée a été fondé en 1962 à Kauklahti, et s'est installé dans les locaux  les locaux conçus par Heikki Siren et Kaija Siren achevés en 1968.
Jusqu'en 1977, le lycée mixte d'Espoo fonctionnait comme une école publique d'État. 
En lien avec la réforme de l'école primaire et avec la municipalisation, le nom du lycée est devenu lycée de Kauklahti. 
Le nom de lycée mixte d'Espoo a été choisi en 2004 à l'occasion du 40e anniversaire de l'école primaire et du lycée qui fonctionnaient dans le même bâtiment.
L'été 2019, le lycée mixte d'Espoo a ouvert ses portes le 1er août 2019 à Kutojantie 2, où le lycée de Viherlaakso a aussi fonctionné jusqu'à l'automne 2021.